# Timoteo Gordillo
Timoteo Cristóbal Gordillo (Malligasta, Provincia de La Rioja; agosto de 1814 - Buenos Aires; agosto de 1894) fue un empresario argentino que se especializó en el servicio de diligencias y correos por el interior de la Confederación Argentina, modernizando las comunicaciones internas del país y llegando a casi monopolizar el transporte de personas y mercaderías por tierra.

## Biografía
Miembro de la aristocracia riojana, se dedicó al comercio en su juventud, logrando adquirir una sólida fortuna. Fue hermano del gobernador Pedro Gordillo y sobrino del general Francisco Ortiz de Ocampo.
Fue uno de los promotores del gobernador Tomás Brizuela. Durante la guerra civil de 1840 financió las actividades del ejército del caudillo en su alianza con los unitarios; especialmente apoyó al jefe de Estado Mayor, coronel Juan Esteban Pedernera, en la organización del ejército provincial. Colaboró con los generales Lavalle y Lamadrid a su paso por su provincia.
Tras la derrota de 1841 emigró a Chile, donde se dedicó a la minería en Copiapó. Nuevamente reunió una gran fortuna, y recuperó sus bienes en La Rioja con apoyo del gobernador Manuel Vicente Bustos a fines de la época de Rosas.
Regresó poco después de la Batalla de Caseros y se estableció en Mendoza. Allí se dedicó a desarrollar los servicios públicos provinciales y municipales, abriendo canales de riego y desagüe y construyendo caminos y postas. Descubrió un posible negocio en las comunicaciones terrestres entre las provincias, especialmente en ese momento, en que el Estado de Buenos Aires estaba separado de la Confederación Argentina y era necesario reorganizar el servicio privado y oficial de postas sin participación de los financistas porteños
Fundó la empresa de galeras Mensajerías Argentinas, a la que dotó con carretas y diligencias. Pronto tuvo un freno a su expansión por la lentitud con que le entregaban nuevos vehículos, derivada de la falta de metal para los herrajes. Entonces viajó a Estados Unidos y regresó con mil galeras, transportadas en varios barcos. Por muchos años tuvo el monopolio de las comunicaciones interiores, del transporte de pasajeros, y de la prestación del servicio de correos. Solo en Buenos Aires no podía competir con la empresa de Rusiñol y Fillol. Por las rutas que Gordillo fijó – solo parcialmente coincidentes con las "carreras de postas" de la época del Virreinato del Río de la Plata – pasaron más tarde los Ferrocarriles Argentinos. Más de la mitad de las rutas nacionales – exceptuadas las zonas posteriormente ganadas a los indígenas – recorren en la actualidad los recorridos fijados por las Mensajerías Argentinas.
En la década de 1860 fue muy perjudicado por la preferencia de los ministros de Mitre por los empresarios porteños, pero terminó por imponerse a ellos y mantuvo su preeminencia hasta fines de los años 1870, que fue derrotado por el ferrocarril. Las empresas ferroviarias, generalmente de propiedad inglesa, poseían sus propias líneas de galeras y diligencias, lo que desplazó progresivamente a las Mensajerías a caminos menos transitados y – por ende – menos rentables.
En esos años descubrió un importante yacimiento de carbón cerca de la ciudad de Mendoza, pero el costo de los fletes hizo imposible su explotación.
Falleció en Buenos Aires en 1894.